# Bâton de craie

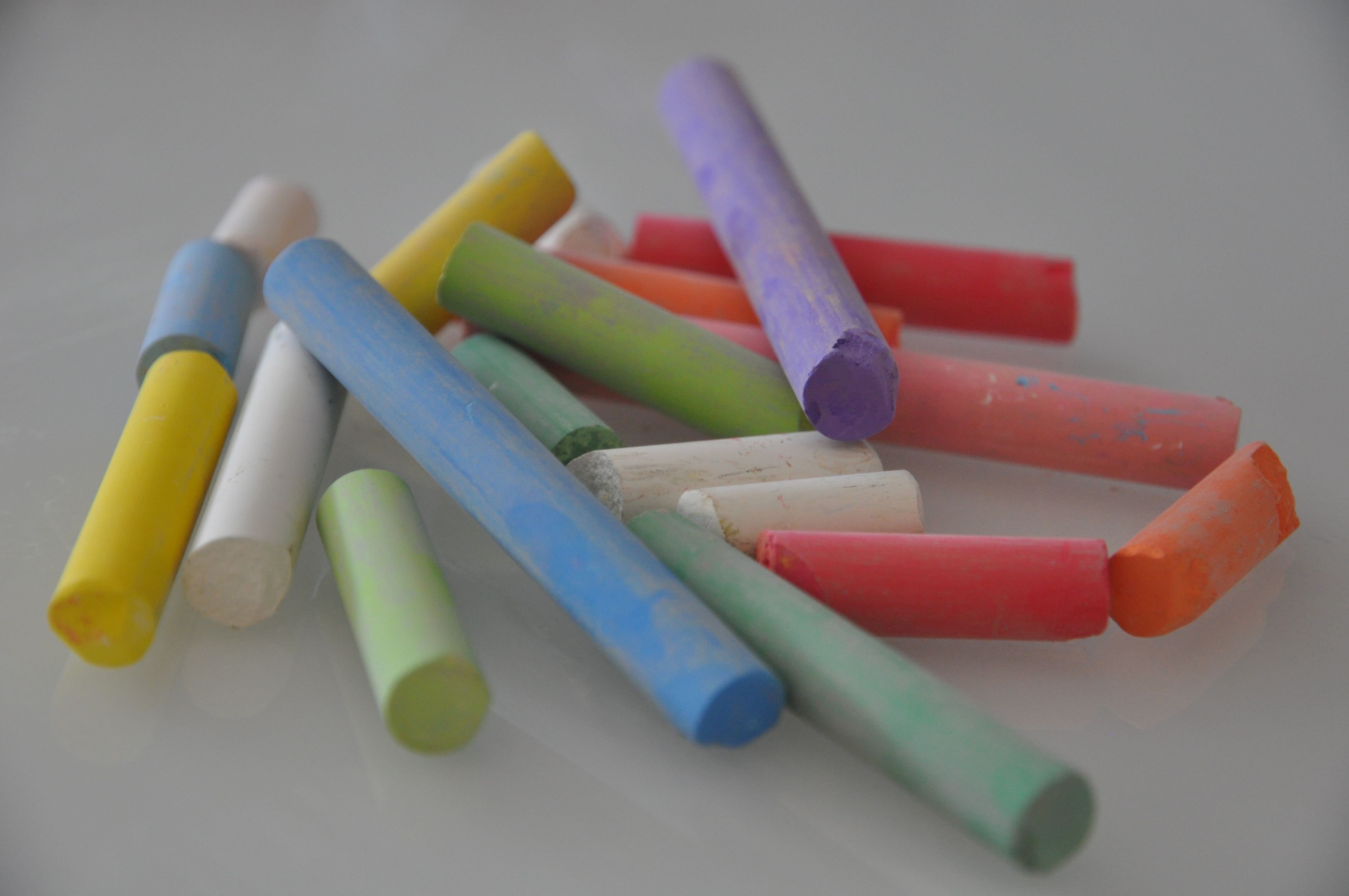
Bâtons de craie colorés.

Un bâton ou bâtonnet de craie est un petit bâton cylindrique de quelques centimètres de long, de matériau poreux et friable, utilisé principalement pour écrire ou dessiner sur des surfaces telles que les tableaux ou les trottoirs. Si à l'origine ces bâtons étaient faits en craie, ils sont maintenant essentiellement fabriqués avec du gypse transformé par cuisson en plâtre (matériau plus facile à produire par moulage, donnant une texture plus douce), bien que parfois d'autres matériaux puissent être utilisés (talc, carbonate de calcium).

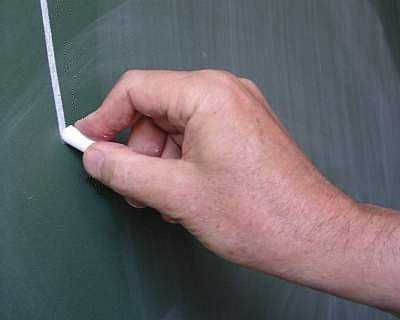
Bâton de craie blanc utilisé sur un tableau noir.

## Présentation et définition

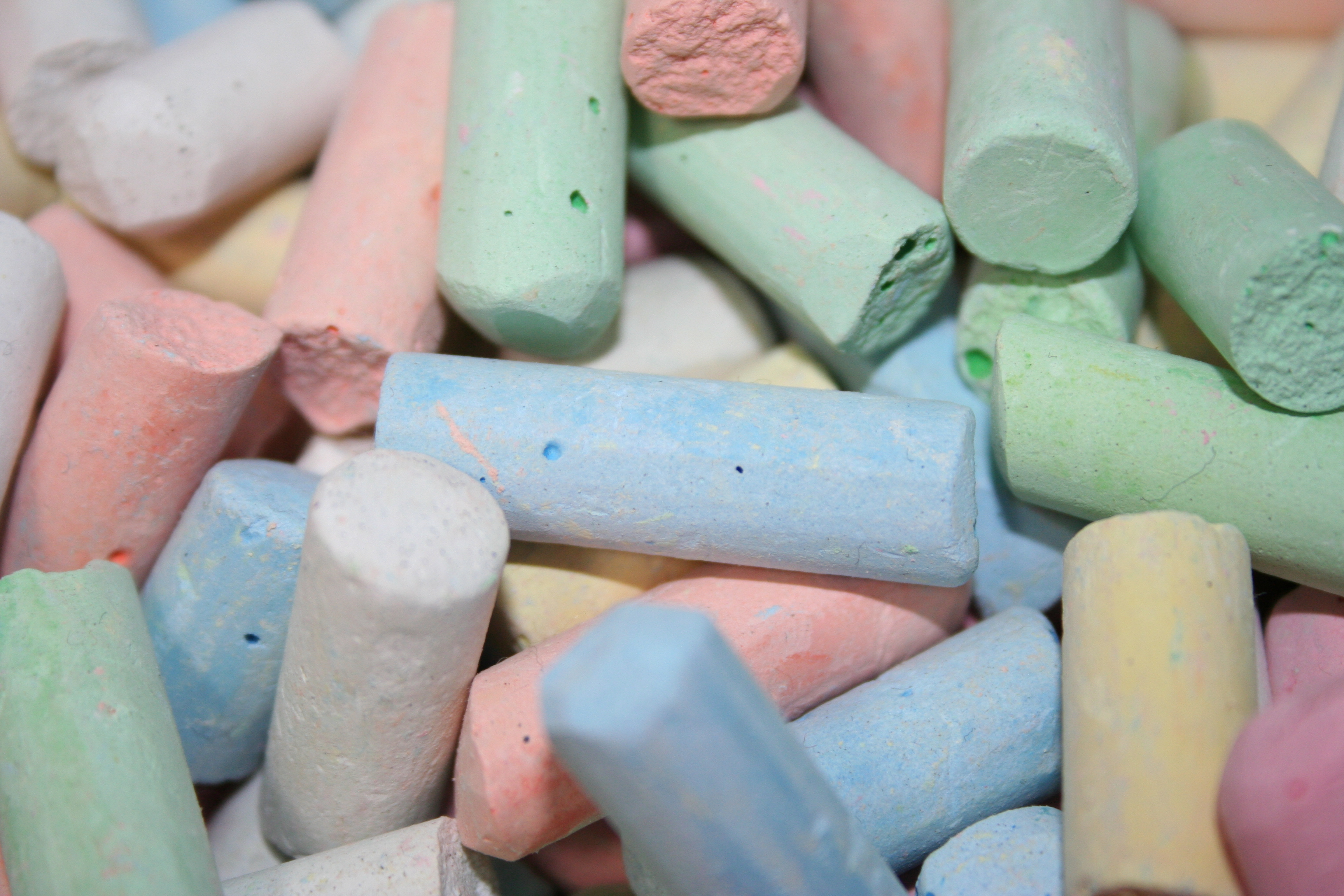
Morceaux de bâtons de craie colorés.

Le bâton de craie est essentiellement reconnu comme un matériel scolaire utilisé par l'enseignant dans le cadre de l'enseignement dans les établissements scolaires, afin d'écrire  du texte, des dessins, des cartes, sur un tableau noir et que l'on peut ensuite effacer avec une éponge humide ou une brosse. Ces trois instruments permettent à l'enseignant d'être un support pour gérer son cours et la dynamique de la classe de façon interactive, les élèves pouvant, chacun leur tour, en faire l'usage.
Les bâtons de craie peuvent également être utilisés sur d'autres surfaces, notamment à même le sol, par exemple pour dessiner une marelle. Il en existe en plusieurs couleurs, la principale et la plus basique étant le blanc.
Par métonymie, le bâton de craie est souvent désigné par le simple de terme de « craie » qui, à l'origine, désigne la roche calcaire, généralement blanchâtre et dans laquelle il est constitué.

## Histoire
Indéniablement lié à la création du tableau noir, l'usage du petit bâton de craie se répand au tout début du XIXe siècle avec l'invention de l’Écossais James Pillans (1778–1864) qui fixe un grand morceau d'ardoise sur le mur de sa salle de classe, directeur de la Old High School d’Édimbourg. Durant les premières décennies du XIXe siècle, il est vraisemblable que l'usage du tableau noir se généralise dans le cadre scolaire, tout d'abord dans les pays anglo-saxons puis dans l'Europe entière et enfin sur tous les continents.
Associée également à l'ardoise, la « craie » de l'écolier permet également, au delà du simple travail de calligraphie avec un porte-plume et une feuille de papier, d'écrire plus vite. Devenu un jeune commis, l'ancien élève doit maîtriser rapidement l'écriture et pouvoir compter vite, l'usage du tableau noir et du bâton de craie s'étendant également à certains domaines professionnels.

## Usages

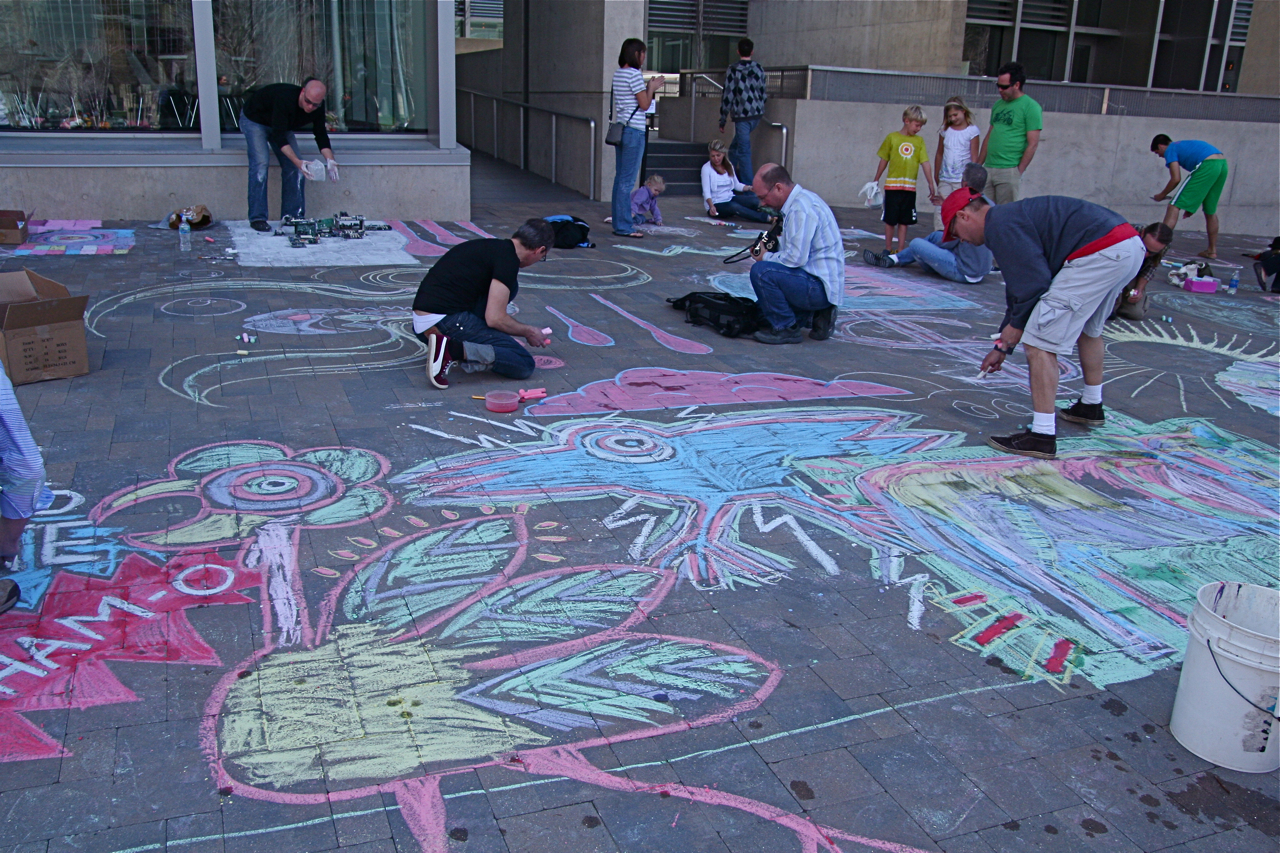
Des personnes dessinant à même le sol avec des bâtons de craie.

Au-delà de son usage scolaire, le bâton de craie peut être utilisé dans un cadre ludique (marelle) ou artistique (dessin de rue), ces pratiques permettant aux usagers, souvent jeunes de s'aérer en pratiquant une activité qui reste également physique, les trottoirs goudronnés étant souvent de couleurs sombres sont de bons supports pour ce type de dessins à la craie, la pluie se chargeant de remplacer la fonction de l'éponge.
L'usage de la craie sur un tableau est souvent évoqué dans un cadre péjoratif lorsqu'il s'agit pour une personne de la faire grincer ou crisser (souvent intentionnellement) sur la surface d'un tableau noir. Une étude, dont le compte-rendu a été publié par le journal britannique The Telegraph en 2012, présente ce bruit comme faisant partie des cinq sons les plus insupportables pour l'oreille humaine.

## Dans la culture populaire

### Dans l'art urbain
L'artiste américain Kurt Wenner est le type même d'artiste de rue, auteur de nombreuses œuvres à la craie, en utilisant un procédé de trompe l'œil dénommé l’anamorphose.

### Dans la littérature
La première publication de la romancière britannique C.J. Tudor, intitulée L'Homme craie (The Chalk Man), évoque l'histoire d'un enfant dessinant des bonshommes avec une craie, à l'origine d'une mystérieuse histoire. Son auteure recevra le prix Barry 2019 et le prix Thriller 2019 du meilleur premier roman.

### Au cinéma et à la télévision
La série télévisée d'animation canado-américaine en 42 épisodes Rudy à la craie (ChalkZone), créée par Bill Burnett et Larry Huber en 1998 narre les aventures d'un enfant, Rudy Tabootie qui fait la découverte d'une craie magique.